# Чех, Александр
Александр Чех (Чехона́дских Александр Васильевич, (род. 15 ноября 1959, Новосибирск) — русский писатель, математик и филолог; один из создателей и участник новосибирского Дома Цветаевой; кандидат физико-математических и доктор технических наук. Выпускник механико-математического факультета НГУ (1981).

## Литературное творчество
Александр Чех — автор шести книг, двух видеофильмов и ряда передач на новосибирском радио. Стихи и проза печатались в журналах «Сибирские огни»,  «Новосибирск», «Русская словесность», «Восточный караван», «Слово\Word» (Нью-Йорк), газетах «Новое русское слово» (Нью-Йорк), «На дне» (ныне «Путь домой»,  СПб и Новосибирск), «Вечерний Новосибирск» и др., различных альманахах (в том числе «К востоку от солнца», «Купола») и коллективных сборниках.
Стиховедческие и культурологические работы начали появляться с начала 2000-х годов и публиковались, главным образом,  в сборниках трудов филологических и культурологических конференций; с 2016 г. — в бальмонтоведческих изданиях («Солнечная пряжа», бальмонтовский том серии «Поэты XX века» ИРЛИ РАН (2019) и др.) Основное направление исследований – феноменология русского символизма, творчество К. Бальмонта, М. Волошина, Вяч. Иванова; кроме того, изучение жизни и творчества писателей других направлений (М.И. Цветаевой,А.А. Ахматовой, В.В. Набокова, Н.А. Клюева, Г.Г. Тюрка, В.С. Высоцкого). Исследования по стиховедению и эстетике, а также критические эссе частично представлены на сайтах www.philology.ru и www.ResearchGate.com; несколько статей переведено на украинский язык.
В 1985 году написал либретто детской оперы И.И. Александрова «Чиполлино». Романсы на стихи А. Чеха писали новосибирские композиторы Илья Александров, Ольга Чистохина, Елена Минько, Игорь Муравьёв и др., а также рок-группа "Пари".
Как декламатор чужих и своих стихов в 2008 г. совместно с трио Анны Епишиной (Шаромовой) записал музыкально-поэтические диски «Одиночество» и «Сны», в 2019 г. выступил на фестивале «Alexandre Paley et ses amis», проводимом пианистом Александром Палеем.

#### Книги
- «Художник Клингзор» (Новосибирск, 1994 г. — поэзия; художник Евгений Назимко)
- «Скрипичный ключ» (Новосибирск: «Зов» — 1999 г. — стихи и проза; художник Ольга Новикова)
- «Привратник Небес» (Новосибирск: «Веди» — 2008 г. — стихи; художник Антон Кабаков)
- «Вровень с облаками» (Новосибирск: Дом Цветаевой — 2008 г. — стихи, 2-е издание 2009 г.— стихи и проза)
- «Человек двоякодышащий» (Новосибирск: Дом Цветаевой — 2014 г. — стихи; художник Антон Кабаков)
- «Русский плен. Невыдуманные истории» (Новосибирск: Дом Цветаевой, М.: Издательские решения — 2020 г. — проза; художник Антон Кабаков)

#### Стихи
- Недавние стихи
- Катунь
- Стихии йоги
- Стихотворения разных лет (недоступная ссылка)

#### Работы по литературоведению
- Поэт железного века [Г. Тюрк] (2001)
- Эйдетический перенос из «Поэмы воздуха» М. Цветаевой в «Поэму без героя» А. Ахматовой (2003)
- Лингво-семантическая альтернация в символизме (на примере цикла Максимилиана Волошина “Облики”) (2005)
- Орнаментальный принцип в поэзии Николая Клюева (2006)
- Бальмонт в Новониколаевске (2006)
- Владимир Высоцкий: грани поэзии или ревность муз (2013)
- Скользящий фокус как принцип поэтики «Поэмы без героя» А. Ахматовой (2015)
- Поперечный чёлн: ациклический принцип в русском символизме (2017)
- Венок сонетов как монострофический цикл (2018)

#### Фильмы
- «Художник Клингзор» (1995 г., реж. О. Борисова),
- «Ритуал» (1999 г.)

## Научная деятельность
Как математик начинал работами в области абстрактной алгебры; исследования йордановых алгебр с условиями конечности, продолжающие работы Е.И. Зельманова, вошли в его кандидатскую диссертацию (Киев, КГУ, 1987 г.). С середины 90-х годов занимается алгебраическими аспектами теории автоматического управления. Вместе с д.т.н. проф. А. А. Воеводой разрабатывает полиномиальный подход к синтезу линейных стационарных систем с управлением пониженного порядка, используя наряду с традиционными алгебраическими средствами методы оптимизации и теории графов. Метод стабилизации таких систем регуляторами пониженного порядка, продемонстрированный на моделях тройного классического маятника, двойного перевёрнутого маятника на подвижном основании и синхронного генератора с автоматическим регулированием возбуждения, изложен в докторской диссертации А.В. Чехонадских (Новосибирск, НГТУ, 2013 г.)